# William Brownlow (4e baronnet)
William Brownlow, 4e baronnet (5 novembre 1665 - 6 mars 1701) de Belton House près de Grantham dans le Lincolnshire, est un député anglais.

## Famille
Il est le fils cadet de Richard Brownlow, 2e baronnet (mort en 1668) de Humby dans le Lincolnshire, par sa femme Elizabeth Freke, une fille de John Freke de Stretton dans le Dorset.

## Carrière
Il fait ses études au Sidney Sussex College, à Cambridge. En 1689, il est élu député de Peterborough dans le Lincolnshire, siège qu'il occupe jusqu'en 1698, puis représente Bishop's Castle de 1698 à 1700. En 1697, il succède à son frère aîné John Brownlow (3e baronnet) (1659-1697), constructeur de Belton House, qui se suicide, en tant que 4e baronnet, et hérite de ses domaines dont Belton, que le 3e baronnet a hérité de leur grand-oncle sans enfant John Brownlow, 1er baronnet (c. 1595-1678) de Belton.

## Mariages et enfants
Il se marie deux fois :
- Tout d'abord à Dorothy Mason (d.1700), fille aînée et cohéritière de Richard Mason (c.1633-1685), député, et petite-fille de James Long, 2e baronnet. De Dorothy, il a un fils et héritier :
  - John Brownlow, 1er vicomte Tyrconnel, 5e baronnet (1690-1754), qui en 1718 est élevé à la pairie d'Irlande sous le nom de vicomte Tyrconnel, mais meurt sans enfant.
- Il se remarie quelques mois après la mort de sa première femme à Henrietta Brett, la sœur du colonel Henry Brett, qui a épousé Anna Mason (la sœur de Dorothy), la célèbre comtesse de Macclesfield, l'ancienne épouse divorcée de Charles Gerard (2e comte de Macclesfield).

Il meurt en mars 1701, à l'âge de 35 ans seulement, et est remplacé par son fils issu de son premier mariage, John Brownlow (1er vicomte Tyrconnel), qui en 1718 est élevé à la pairie d'Irlande sous le nom de vicomte Tyrconnel.